# مارسيل ماوري
مارسيل ماوري (بالكتالونية: Marcel Mauri de los Rios)‏ هو صحفي ومؤرخ إسباني، ولد في 1977 في بادالونا في إسبانيا.